# 1971年のスポーツ
- 年度別スポーツ記事一覧

1971年のスポーツでは、1971年（昭和46年）のスポーツ関連の出来事についてまとめる。
1971年前後：1970年のスポーツ - 1971年のスポーツ - 1972年のスポーツ

## できごと
- 1月6日 - 社会人ラグビーでリコーと新日鉄釜石が引き分け、史上初の2チーム優勝
- 4月7日 - 名古屋で開催された世界卓球選手権をきっかけに中国がアメリカ卓球チームを招待、ピンポン外交始まる
- 4月26日 - デビスカップ東洋ゾーン決勝で日本が50年ぶりにオーストラリアを破る
- 5月14日 - 大相撲の大鵬幸喜引退
- 7月17日 - 阪神タイガースの江夏豊、オールスターゲームで9連続三振
- 7月17日 - 今井通子、女性初のアルプス三大北壁制覇
- 10月25日 - 金沢和良が世界バンタム級王者ルーベン・オリバレスに敗れる。金沢はタイトル獲得はならなかったが大健闘、「年間最高試合」に選ばれただけでなく、日本ボクシング史に残る名勝負として記録された[1]。
- 10月31日 - 輪島功一、世界ジュニア・ミドル級タイトル獲得
- 12月25日 - 大相撲の木村庄之助ら行司30人が辞表提出、翌26日撤回

## 総合競技大会
- 第7回世界ろう者冬季競技大会（スイス・アーデルボーデン・1月25日〜29日）
- 第26回黒潮国体（冬季スケート - 青森県・1月23日〜26日、冬季スキー - 秋田県・2月19日〜23日、夏季 - 和歌山県・9月5日〜8日、秋季 - 和歌山県・10月24日〜29日）
天皇杯順位：優勝 和歌山県、第2位 大阪府、第3位 埼玉県
皇后杯順位：優勝 大阪府、第2位 和歌山県、第3位 東京都

## アイスホッケー
- スタンレーカップ決勝（1970-1971シーズン）
モントリオール・カナディアンズ （4勝3敗） シカゴ・ブラックホークス

## アメリカンフットボール
- 第5回スーパーボウル（1月17日）
ボルチモア・コルツ(AFC) 16-13 ダラス・カウボーイズ(NFC)

## 競馬
- ヒカルイマイが日本ダービーを制覇した。

## ゴルフ

### 男子メジャー大会
- マスターズ優勝者：チャールズ・クーディ（アメリカ）
- 全米オープン優勝者：リー・トレビノ（アメリカ）
- 全英オープン優勝者：リー・トレビノ（アメリカ）
- 全米プロゴルフ優勝者：ジャック・ニクラス（アメリカ）

### 女子メジャー大会
- 全米プロゴルフ優勝者：キャシー・ウィットワース（アメリカ）
- 全米女子オープン優勝者：ジョアン・カーナー（アメリカ）

## サッカー
- 第50回天皇杯全日本サッカー選手権大会決勝
ヤンマーディーゼル 2-1 東洋工業
- 日本サッカーリーグ
優勝:ヤンマーディーゼル

## 自転車競技

### ロードレース
- 第54回ジロ・デ・イタリア
総合優勝：ゴスタ・ペーテルソン（スウェーデン）
- 第58回ツール・ド・フランス
総合優勝：エディ・メルクス（ベルギー）

## テニス

### グランドスラム
- 全豪オープン　男子単優勝：ケン・ローズウォール（オーストラリア）、女子単優勝：マーガレット・スミス・コート（オーストラリア）
- 全仏オープン　男子単優勝：ヤン・コデシュ（チェコスロバキア）、女子単優勝：イボンヌ・グーラゴング（オーストラリア）
- ウィンブルドン　男子単優勝：ジョン・ニューカム（オーストラリア）、女子単優勝：イボンヌ・グーラゴング（オーストラリア）
- 全米オープン　男子単優勝：スタン・スミス（アメリカ）、女子単優勝：ビリー・ジーン・キング（アメリカ）

## バスケットボール
- NBAファイナル（1970-1971シーズン）
ミルウォーキー・バックス（西） （4戦全勝） ボルティモア・ブレッツ（東）

## ボクシング
- 金沢和良が、ルーベン・オリバレス（メキシコ）に敗れた

## ラグビー
- 第23回全国社会人ラグビーフットボール大会決勝
新日鉄釜石 6-6 リコー - 両チーム優勝、抽選により日本選手権には新日鉄釜石が出場
- 第8回日本ラグビーフットボール選手権大会（秩父宮ラグビー場・1月15日）
早稲田大学 30-16 新日鉄釜石

## 誕生
- 1月5日 - 服部幸男（静岡県、競艇）
- 1月6日 - 真中満（栃木県、野球）
- 1月8日 - 川崎憲次郎（大分県、野球）
- 1月10日 - フランシスコ・フィリォ（ブラジル、格闘家）
- 1月14日 - ラッセ・チュース（ノルウェー、アルペンスキー）
- 1月16日 - セルジ・ブルゲラ（スペイン、テニス）
- 1月17日 - リチャード・バーンズ（イギリス、ラリードライバー、+2005年）
- 1月20日 - 若乃花勝（東京都、相撲）
- 1月22日 - 泉川正幸（東京都、バレーボール）
- 1月26日 - 永井秀樹（大分県、サッカー）
- 1月31日 - 真中靖夫（茨城県、サッカー）
- 2月2日 - 豊田清（三重県、野球）
- 2月6日 - 遠藤愛（広島県、テニス）
- 2月15日 - レイ・セフォー（ニュージーランド、格闘家）
- 2月22日 - リサ・フェルナンデス（アメリカ、ソフトボール）
- 2月25日 - 田中勝春（北海道、競馬）
- 3月6日 - 今中慎二（大阪府、野球）
- 3月23日 - 天山広吉（京都府、プロレス）
- 3月27日 - デビッド・クルサード（イギリス、レーシングドライバー）
- 3月28日 - 盧廷潤（韓国、サッカー）
- 3月29日 - 田中秀道（広島県、ゴルフ）
- 4月1日 - 中野信治（大阪府、レーシングドライバー）
- 4月3日 - ピカボ・ストリート（アメリカ、アルペンスキー）
- 4月9日 - ジャック・ヴィルヌーヴ（カナダ、レーシングドライバー）
- 4月10日 - 宮城ナナ（アメリカ、テニス）
- 4月12日 - 加藤貴子（神奈川県、バスケットボール）
- 4月16日 - ナターシャ・ズベレワ（ベラルーシ、テニス）
- 4月18日 - 片野坂知宏（鹿児島県、サッカー）
- 4月22日 - ジョサイア・チュグワネ（南アフリカ、マラソン）
- 5月2日 - 武蔵丸光洋（アメリカ→日本、相撲）
- 5月11日 - 岩本勉（大阪府、野球）
- 5月14日 - 柏田貴史（熊本県、野球）
- 6月2日 - ロベルト・ペタジーニ（ベネズエラ、野球）
- 6月14日 - 前田智徳（熊本県、野球）
- 6月19日 - アンドレア・サルトレッティ（イタリア、バレーボール）
- 6月22日 - カート・ワーナー（アメリカ、アメリカンフットボール）
- 6月26日 - マックス・ビアッジ（イタリア、オートバイレーサー）
- 6月28日 - ファビアン・バルテズ（フランス、サッカー）
- 7月8日 - 小城錦康年（千葉県、相撲）
- 7月12日 - クリスティー・ヤマグチ（アメリカ、フィギュアスケート）
- 7月18日 - アンファニー・ハーダウェイ（アメリカ、バスケットボール）
- 7月18日 - 種田仁（大阪府、野球）
- 7月19日 - 相馬直樹（静岡県、サッカー）
- 7月21日 - 井上悟（大阪府、陸上競技）
- 7月23日 - 溝口紀子（静岡県、柔道）
- 8月3日 - 田坂和昭（広島県、サッカー）
- 8月10日 - ロイ・キーン（アイルランド、サッカー）
- 8月12日 - ピート・サンプラス（アメリカ、テニス）
- 8月13日 - 安部友恵（大分県、マラソン）
- 8月17日 - ホルヘ・ポサダ（プエルトリコ、野球）
- 8月19日 - メアリー・ジョー・フェルナンデス（アメリカ、テニス）
- 8月25日 - 石井貴（神奈川県、野球）
- 8月28日 - ジャネット・エバンス（アメリカ、水泳）
- 8月31日 - 青木宣篤（群馬県、オートバイレーサー）
- 8月31日 - パドレイグ・ハリントン（アイルランド、ゴルフ）
- 9月1日 - ハカン・シュキュル（トルコ、サッカー）
- 9月2日 - チェーティル・アンドレ・オーモット（ノルウェー、アルペンスキー）
- 9月6日 - 岡本依子（大阪府、テコンドー）
- 9月7日 - 岡崎朋美（北海道、スピードスケート）
- 9月13日 - ゴラン・イワニセビッチ（クロアチア、テニス）
- 9月18日 - 小幡佳代子（神奈川県、マラソン）
- 9月18日 - ランス・アームストロング（アメリカ、自転車競技）
- 9月20日 - ヘンリク・ラーション（スウェーデン、サッカー）
- 10月4日 - 仁志敏久（茨城県、野球）
- 10月4日 - 藤田俊哉（静岡県、サッカー）
- 10月8日 - 小久保裕紀（和歌山県、野球）
- 10月13日 - ナンシー・ケリガン（アメリカ、フィギュアスケート）
- 10月18日 - 柳想鐵（韓国、サッカー）
- 10月22日 - アマンダ・クッツァー（南アフリカ、テニス）
- 10月25日 - ペドロ・マルティネス（ドミニカ共和国、野球）
- 10月27日 - 貴ノ浪貞博（青森県、相撲、+2015年）
- 11月9日 - デビッド・デュバル（アメリカ、ゴルフ）
- 11月16日 - アレクサンドル・ポポフ（ロシア、水泳）
- 11月16日 - ムスタファ・ハッジ（モロッコ、サッカー）
- 11月19日 - 山口敏弘（熊本県、サッカー）
- 11月22日 - 神尾米（神奈川県、テニス）
- 11月26日 - 名良橋晃（千葉県、サッカー）
- 11月27日 - イバン・ロドリゲス（プエルトリコ、野球）
- 12月6日 - 平木理化（レバノン→千葉県、テニス）
- 12月18日 - アランチャ・サンチェス（スペイン、テニス）
- 12月22日 - ハリド・ハヌーシ（モロッコ→アメリカ、マラソン）
- 12月23日 - 恵本裕子（千葉県、柔道）
- 12月24日 - アレックス・カブレラ（ベネズエラ、野球）
- 12月30日 - 元木大介（大阪府、野球）
- 12月31日 - ブレント・バリー（アメリカ、バスケットボール）

## 死去
- 1月17日 - フィリップ・ティス（ベルギー、自転車競技、*1890年）
- 1月20日 - 男女ノ川登三（茨城県、相撲、*1903年）
- 1月26日 - 名寄岩静男（北海道、相撲、*1914年）
- 4月30日 - アルビン・ステンロース（フィンランド、マラソン、*1889年）
- 5月12日 - 荒巻淳（大分県、野球、*1926年）
- 5月12日 - ヘイニー・マナッシュ（アメリカ、野球、*1901年）
- 7月11日 - ペドロ・ロドリゲス（メキシコ、自動車レース、*1940年）
- 8月6日 - ジェニソン・ヒートン（アメリカ、ボブスレー、スケルトン、*1903年）
- 8月17日 - 前田山英五郎（愛媛県、相撲、*1914年）
- 10月11日 - 玉の海正洋（愛知県、相撲、*1944年）
- 10月24日 - ジョー・シフェール（スイス、自動車レース、*1936年）
- 12月18日 - ボビー・ジョーンズ（アメリカ、ゴルフ、*1902年）